# Музика на струју
„Музика на струју“ је пети албум бенда Бајага и инструктори. Издат је 1993. године.